# Boris Vladimirovitch Gnedenko
Boris Vladimirovitch Gnedenko (russe : Бори́с Влади́мирович Гнеде́нко) est un mathématicien russe né le 1er janvier 1912 à Simbirsk (devenu Oulianovsk) et mort le 27 décembre 1995 à Moscou. C'est un élève d’Andreï Kolmogorov. Il est principalement connu pour sa contribution à la théorie des probabilités et plus particulièrement à la théorie des valeurs extrêmes. Il est à l'origine du théorème de Fisher-Tippett-Gnedenko.

## Publications
- Introduction to Queuing Theory
- B. V. Gnedenko et A. I. Khintchine, Introduction à la théorie des Probabilités, éd. Dunod, 1964 (réimpr. 2), 157 p. (OCLC 416220322)
- B.V. Gnedenko, « Sur la distribution limite du terme maximum d'une série aléatoire », Annals of Mathematics, vol. 44,‎ 1943, p. 423–453 (DOI 10.2307/1968974)